# Alucita proseni
Alucita proseni är en fjärilsart som beskrevs av José A. Pastrana 1951. Alucita proseni ingår i släktet Alucita och familjen mångfliksmott, (Alucitidae). Inga underarter finns listade i Catalogue of Life.